# Skotningen
Skotningen est une île norvégienne du comté de Hordaland appartenant administrativement à Bømlo.

## Description
Rocheuse et désertique, elle s'étend sur environ 1,107 km de longueur pour une largeur approximative de 509 m. 